# Babylon A.D.
Babylon A.D. är en fransk actionfilm från 2008 i regi av Mathieu Kassovitz.

## Handling
I en nära framtid tvingas legosoldaten Toorop (Vin Diesel) ta ett uppdrag av den inflytelserika gangstern Gorsky (Gérard Depardieu). Han ska eskortera den unga kvinnan Aurora (Mélanie Thierry) från ett kloster i mellersta Asien till New York. De blir ständigt jagade och Toorop börjar misstänka att han inte fått all information om sitt uppdrag.

## Om filmen
Babylon A.D. regisserades av Mathieu Kassovitz, som även skrev filmens manus tillsammans med Éric Besnard och Joseph Simas.

## Rollista (urval)
| Vin Diesel         | – Toorop            |
| Michelle Yeoh      | – syster Rebeka     |
| Mélanie Thierry    | – Aurora            |
| Lambert Wilson     | – Darquandier       |
| Mark Strong        | – Finn              |
| Jérôme Le Banner   | – Killa             |
| Charlotte Rampling | – översteprästinnan |
| Gérard Depardieu   | – Gorsky            |